# 非常線の女
『非常線の女』（ひじょうせんのおんな）は、1933年（昭和8年）4月27日公開の日本映画である。松竹キネマ製作・配給。監督は小津安二郎。モノクロ、スタンダード、サイレント、100分。
アメリカ映画に影響を受けた小津監督による和製ギャング映画で、岡譲二が暗黒街の男、田中絹代がその情婦を演じた。東京国立近代美術館フィルムセンターが119分尺および120分尺の35mmフィルム、120分尺の16mmフィルムの3種類の上映用ポジプリントを所蔵している。2003年（平成15年）12月25日に、松竹が発売した『小津安二郎 DVD-BOX 第四集』に収録された。

## あらすじ
時子は昼間は大手の会社でタイピストとして働き、私生活では三流ヤクザの襄二と一緒に暮らしているが金づるのために社長の息子（専務）を騙して付き合っている。学生の宏もその仲間に加わるが、襄二は彼の姉・和子に惹かれる。時子はそれを知り、和子を脅そうとするが彼女の真面目で純情な性格を気に入り、自分や襄二もアウトローな世界から足を洗おうと決心する。襄二も同意するが、宏が姉が勤務している店の商品の窃盗を働き襄二はそれをかばうため最後の一仕事をやるはめになる。襄二と時子は時子の会社に行き社長の息子から金を盗み、宏にその金を与える。警察から逃れようとしながらも、時子は襄二に自首するよう説得するが聞き入れられなかったため、彼を撃つ。負傷した襄二は観念して二人は逮捕されるのだった。

## スタッフ
- 監督：小津安二郎
- 脚色：池田忠雄
- 原案：ゼームス槇（小津安二郎）
- 撮影：茂原英朗
- 配光：中島利光
- 美術監督：脇田世根一
- 舞台装置：大谷弥吉
- 舞台装飾：星野武
- 衣裳：斎藤紅
- 結髪：芳賀治工
- 撮影補助：厚田雄春、入江政男、入沢良平、広木正幹、木下正吉
- 現像操作：納所歳巳、阿部鉉太郎
- 字幕撮影：日向清光
- タイトル：志賀友易
- 撮影事務：高山伝
- 編集：石川和雄、栗林実
- 監督補助：清輔彰、原研吉、佐野豊臣、平塚広雄

## キャスト
- 時子：田中絹代
- 襄二：岡譲二
- 和子：水久保澄子
- 和子の弟・宏：三井秀夫
- みさ子：逢初夢子
- 仙公：高山義郎
- 三沢：加賀晃二
- 社長の息子・岡崎実：南條康雄
- 社長の息子の秘書：谷麗光
- 拳闘場のボス：竹村信夫
- ダンスホールの与太者：鹿島俊作
- 巡査：西村青児
- 警官：笠智衆（ノンクレジット）
- 特別応援：帝国拳闘会、フロリダダンスホール

## 作品解説

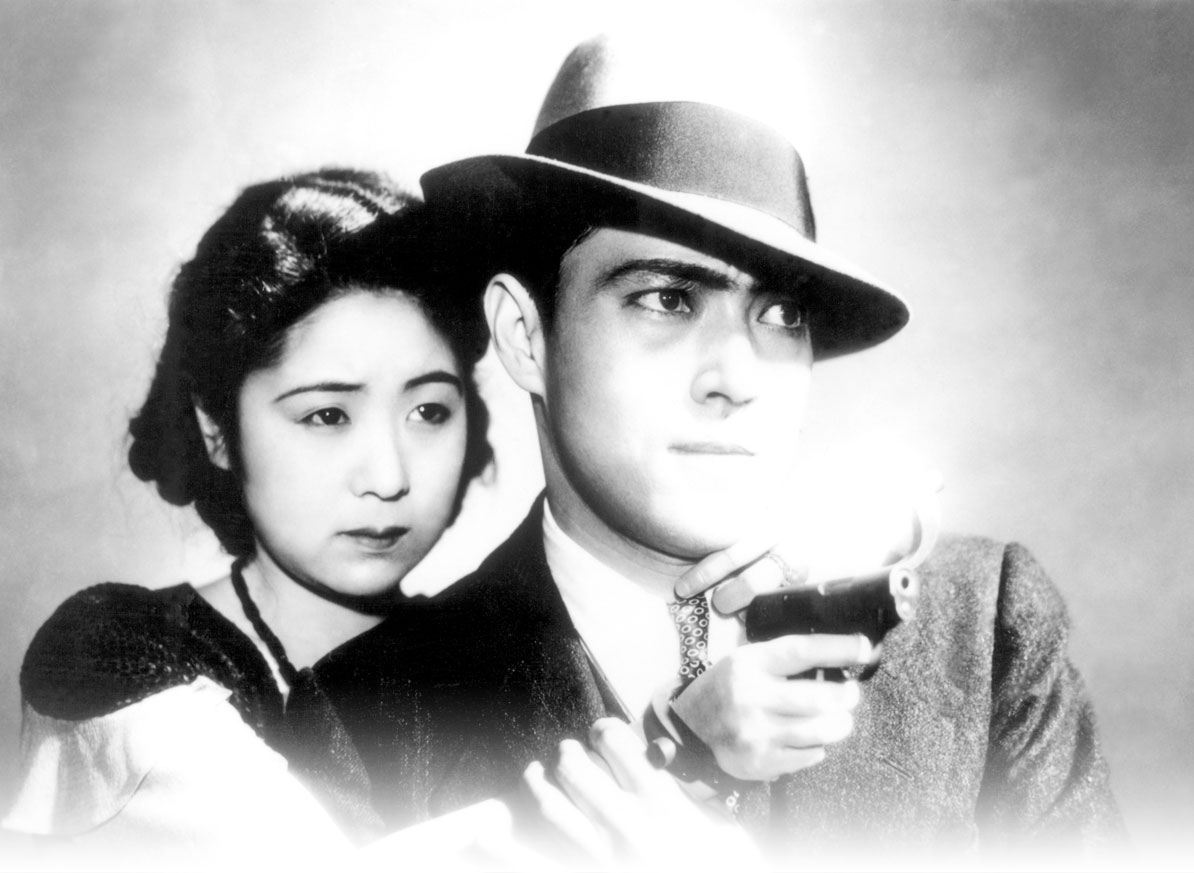
スチル写真。左は田中絹代、右は岡譲二

本作の撮影は、同年3月8日から4月にかけて行われた。原案のゼームス・槇とは、当初、伏見晁、池田忠雄、小津、北村小松の共同筆名として生まれたものであったが、実際は小津単独の筆名になった。池田による脚本は1週間で完成し、同年1月24日に本読みが行われた。しかしこの当日、急きょ六車修次長から急ぎものの撮影を頼まれ、1月27日から2月4日にかけて『東京の女』を撮っている。なお、撮影補助の木下正吉は後の木下恵介で、本作について深夜撮影が多くて苦労したと述懐している。
特別応援としてクレジットされている「フロリダダンスホール」とは、1929年（昭和4年）8月、東京市赤坂区溜池町30番地（現在の東京都港区赤坂2-4-1）に開場したダンスホールで、1932年（昭和7年）8月8日に一度焼失しているので、翌年に撮影された本作への協力は復興後の同ホールである。時局が厳しくなった1940年（昭和15年）10月31日、他の都内のダンスホールと共に閉鎖された。
本作における田中絹代は、昼間はタイピストを務める勤勉なビジネスガールであるが、夜は一転してギャングの情婦という役どころである。
山本喜久男の指摘によれば、ジョセフ・フォン・スタンバーグ監督の『暗黒街』（1927年）や『非常線』（1928年）の影響が濃厚であり、本作に先行する『朗かに歩め』と『その夜の妻』（1930年）が、小津における暗黒街ものであるという。筈見恒夫は本作にウィリアム・A・ウェルマン監督の『暗黒街の女』（1928年）からの影響を指摘し、「小市民作家」のエネルギーを浪費しているといい、本作への失望を表明している。
初回興行は大阪・朝日座と浅草公園六区・帝国館で、同時上映は冬島泰三監督・林長二郎主演の『侠客春雨傘』。

## ギャラリー

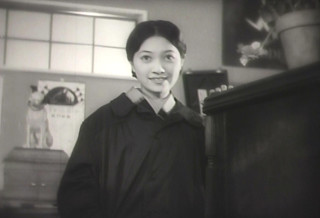
水久保澄子
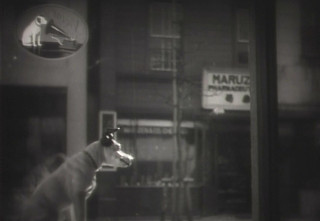
ニッパーのいるレコード店から見える街のセット。丸善の看板が見える
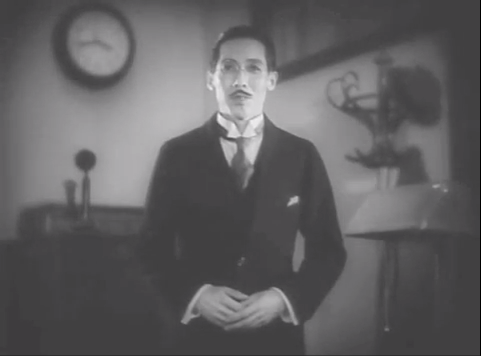
谷麗光
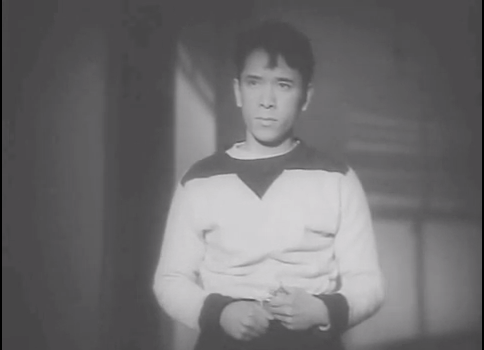
三井秀夫